# Marons
Marons és una varietat d'olivera de la qual només n'existeix un exemplar catalogat a la Sénia, a la comarca del Montsià. Es desconeix encara si l'olivera marons és equivalent a la forastera de Valentins, pròpia del poble dels Valentins, al veí municipi d'Ulldecona. A l'espera d'estudis concloents, els llibres especialitzats citen ambdues classes d'olivera separadament.

## Característiques agronòmiques
Arbre de vigor alt, definit com a semierecte, espès, amb productivitat mitja i bona regularitat. El seu fruit és de maduració primerenca i el seu rendiment gras és mitjà baix.